# Silvia Lass von Maydell
Silvia Lass von Maydell (* 1959 oder 1960) ist eine deutsche Klatschkolumnistin und -redakteurin.
Ihre erste Arbeitsstelle war der Verlag Aenne Burda in Offenburg. Danach war sie Chefredakteurin bei Titeln wie Frau im Glück, TV-Rezepte, Zeit für die Frau und Neues für die Frau. Anschließend arbeitete sie als freie Autorin für den Pabel-Moewig Verlag, u. a. auch bei der Entwicklung neuer Zeitschriftenkonzepte. Von 2011 bis 2016 war sie Chefredakteurin der beiden wöchentlich erscheinenden Frauenzeitschriften Mini und Avanti und der wöchentlich erscheinenden Service-Zeitschrift mit Ratgeberfunktion Mach mal Pause. Alle drei Zeitschriften, deren Redaktionssitz jeweils Rastatt ist, werden vom Pabel-Moewig Verlag herausgegeben, einem Tochterunternehmen der Bauer Media Group.
Seit 2016 leitet sie den „Health Pool“ von BurdaLife.

## Schriften
- Das Non-Aging-Programm. Die 7 Strategien für ein langes und glückliches Leben. Falken-Taschenbuch, Niedernhausen/Ts. 2000, ISBN 978-3-635-60601-4.